# Win Cho
Trung sĩ Win Cho (sinh 10 tháng 8 năm 1974) là một trọng tài bóng đá người Myanmar. Ông là trọng tài tại Giải bóng đá Vô địch quốc gia Myanmar.
Ông trở thành trọng tài FIFA vào năm 2004. Ông từng là trọng tài tại giải AFC Challenge Cup 2006, AFF Suzuki Cup 2010, và nhiều giải khác